# 线叶嵩草
线叶嵩草（学名：Carex capillifolia）为莎草科薹草属下的一个种。